# Le Journal du Net
Pour les articles homonymes, voir JDN.
Le Journal du Net (JDN) est un site web français d’informations économiques, créé en février 1999 et édité par CCM Benchmark Group. Issu du rachat de Benchmark Group par Commentçamarche en 2010, CCM Benchmark est acquis en 2015 par le groupe Figaro. Depuis, le JDN est l'une des principales marques du groupe Figaro.
D'après le panel //NetRatings, Le Journal du Net est le 2e site français de la catégorie « Informations et actualités financières » avec 2,91 millions de visiteurs uniques (chiffres avril 2012). 
Le Journal du Net est spécialisé dans le traitement de la numérisation de l'économie. 
Il se focalise sur 10 secteurs d'activité auxquels correspondent 10 rubriques : adtech (technologies publicitaires), GRH en ligne, fintech, intelligence artificielle, IoT, martech (technologies du marketing), publishers (stratégie Web des éditeurs), mobilités, retail (distribution et commerce en ligne) et ville intelligente.
Le JDN traite également trois univers complémentaires : 
- L'univers Management analyse les conditions du développement personnel des salariés et le management de carrière.
- L'univers Patrimoine  traite les questions de finances personnelles sous l'angle digital, suit les nouvelles formes d'investissement et couvre le secteur immobilier.
- L'univers Tech s'adresse aux DSI en abordant les big data (mégadonnées en français), le cloud computing, le SEO (Optimisation pour les moteurs de recherche) et les analytics.

## Lectorat
Le Journal du Net est un site leader sur le lectorat BtoB. D'après Ipsos, son lectorat est masculin (72,2 %), actif (67,3 %) et CSP+ (47,6 %).
|   | Site               | Visiteurs uniques (Médiamétrie//NetRatings, avril 2012) |
| 1 | Droit-Finances.net | 3,10 millions                                           |
| 2 | Le Journal du Net  | 2,91 millions                                           |
| 3 | Les Échos          | 2,89 millions                                           |
| 4 | Boursorama         | 2,59 millions                                           |
| 5 | Yahoo Finance      | 1,89 million                                            |

En octobre 2018, selon Médiamétrie, le Journal du Net compte 4,6 millions de visiteurs uniques.

## Histoire
Le Journal du Net a été fondé en février 1999 par Benchmark Group, devenu en 2010 CCM Benchmark à la suite de son rachat par le groupe Commentçamarche.
À ses débuts, Le Journal du Net traitait exclusivement d'e-Business avant l'arrivée en septembre 1999 de la rubrique Solutions, qui s'appelait à l'époque Journal informatique. La rubrique Management est apparue en juin 2003 puis la rubrique Économie en septembre 2006. Le 8 octobre 2012, une nouvelle formule du site est mise en ligne avec l'apparition d'une rubrique (Patrimoine) et la modification d'autres : Business reprend l'essentiel  d'Économie et Web & Tech couvre les domaines de l'e-Business et des Solutions IT.

## CCM Benchmark Group
CCM Benchmark Group est le nom commercial de la société éditant les publications de Benchmark Group et Commentçamarche : Commentcamarche.net, Copains d'avant, Droit-finances.net, Emploi Center, Le Journal des femmes, Linternaute.com, Santé-Médecine. À eux tous, les sites de CCM Benchmark Group regroupent 20,5 millions de visiteurs uniques, soit la 5e audience de l'Internet français.